# 六三罢工
1919年6月3日，北京军阀政府大规模逮捕爱国学生引起了上海等各地工人的爱国大罢工。

## 背景
1919年5月4日由北京学生发起，迅速发展到全国各地的五四爱国运动是一次空前伟大的反帝反封建的革命运动。他的直接目的，是反对帝国主义列强在巴黎和会上损害中国主权；同时但对北京军阀政府在这个问题上的卖国政策。在这次运动中，刚刚发展壮大起来的中国工人阶级，受国际国内革命潮流的影响，积极参加了斗争，开始以独立的姿态登上了中国的政治舞台。

还在5月4日的前两天，济南就有3000多工人举行演说大会，反对日本侵占青岛。5月4日以后，北京上海等各地都有许多工人同情和支持学生的爱国行动。

## 六三事件引起的罢工
虽说这次爱国主义罢工被称为六三罢工，但实际上第一次罢工是6月5日开始的，而称之为六三罢工的原因是6月3日是这一系列罢工事件的导火索。

1919年6月3日，北京军阀政府出动军警逮捕在街头进行爱国宣传的学生千余人，激起了各地工人和各阶层人民的极大愤怒。6月5日，上海日商纱厂工人首先举行罢工，抗议军阀政府的镇压，支援爱国学生。随后，各业工人也纷纷罢工，投入斗争。到6月10日，全市罢工工人共达11万余人。此外还有参加商店罢市的店员7万余人，形成了空前的爱国大罢工。继上海之后，唐山京奉铁路3000余工人、长辛店京汉铁路工人、天津的人力车夫和杭州、九江等地的工人，也都纷纷举行了爱国罢工；其他许多城市，如济南、南京、长沙、武汉、杭州、芜湖、无锡、厦门、安庆等地工人，大都参加了集会、情愿、游行示威、和抵制日货等爱国斗争。

## 爱国运动的胜利
六三大罢工，与当时各地的学生罢课、商人罢市、共同形成了以工人阶级为主力的“三罢”斗争，使五四运动从单纯知识分子的爱国运动，发展成为由广大各阶层人民参加的革命运动，给了帝国主义和军阀政府以沉重的打击，引起了他们的惶恐不安。

当时上海的帝国主义分子镜湖：“第一次动摇上海工业机构的罢工。”6月9日，上海反动的军政当局机电北京政府，要求立即接受民众的爱国主张，平息工人罢工，以免铸成大错。第二天，天津总商会也向北京政府发出急电，指出：“栖息于京埠之劳动者数十万，现已发生不稳之象。倘迁延不决，演成事实，其危厄之局，痛苦有过于罢市者！”

在工人阶级和其他各界人民的强大压力下，北京军阀政府被迫释放了学生，撤消了曹汝霖、陆宗舆等亲日卖国贼的职务，随后又命令出席巴黎和会的中国代拒绝在丧权辱国的合约上签字，从而使这次爱国运动取得了空前未有的胜利。

## 阶级意识
五四运动一个最为重要的历史作用，就是促进了马克思主义与中国工人运动的结合，为中国工人阶级的政党——中国共产党的成立准备了条件。而中国共产党成立的基础的就是工人阶级意识的形成。

1920年夏，北京共产主义小组邓中夏等在长辛店创办的“劳动补习学校”。1920年11月，上海共产主义小组领导建立了上海机器公会。这也是中国第一个真正具有阶级性和群众性的公会组织。

这些都是六三罢工的核心城市，说明了这次爱国主义罢工一方面体现了五四运动过程中，工人阶级开始敢于同帝国主义、封建主义正面斗争的情况，一方面促进了工人阶级在五四运动中的阶级意识。

## 意义
六三大罢工是中国近代历史上第一次出现的、具有鲜明的反帝反封建性质的政治大罢工。

各地工人，提出反帝爱国政治要求的同时，抵抗了帝国主义和军阀的镇压，抵制了向资产阶级的动摇、妥协的倾向。这些都反映了中国工人阶级的觉醒。

六三大罢工第一次显示了中国工人阶级在革命斗争中的强大力量，表明它开始以独立的姿态登上了中国的政治舞台。